# Erich Schmidt (Politiker, 20. Dezember 1882)

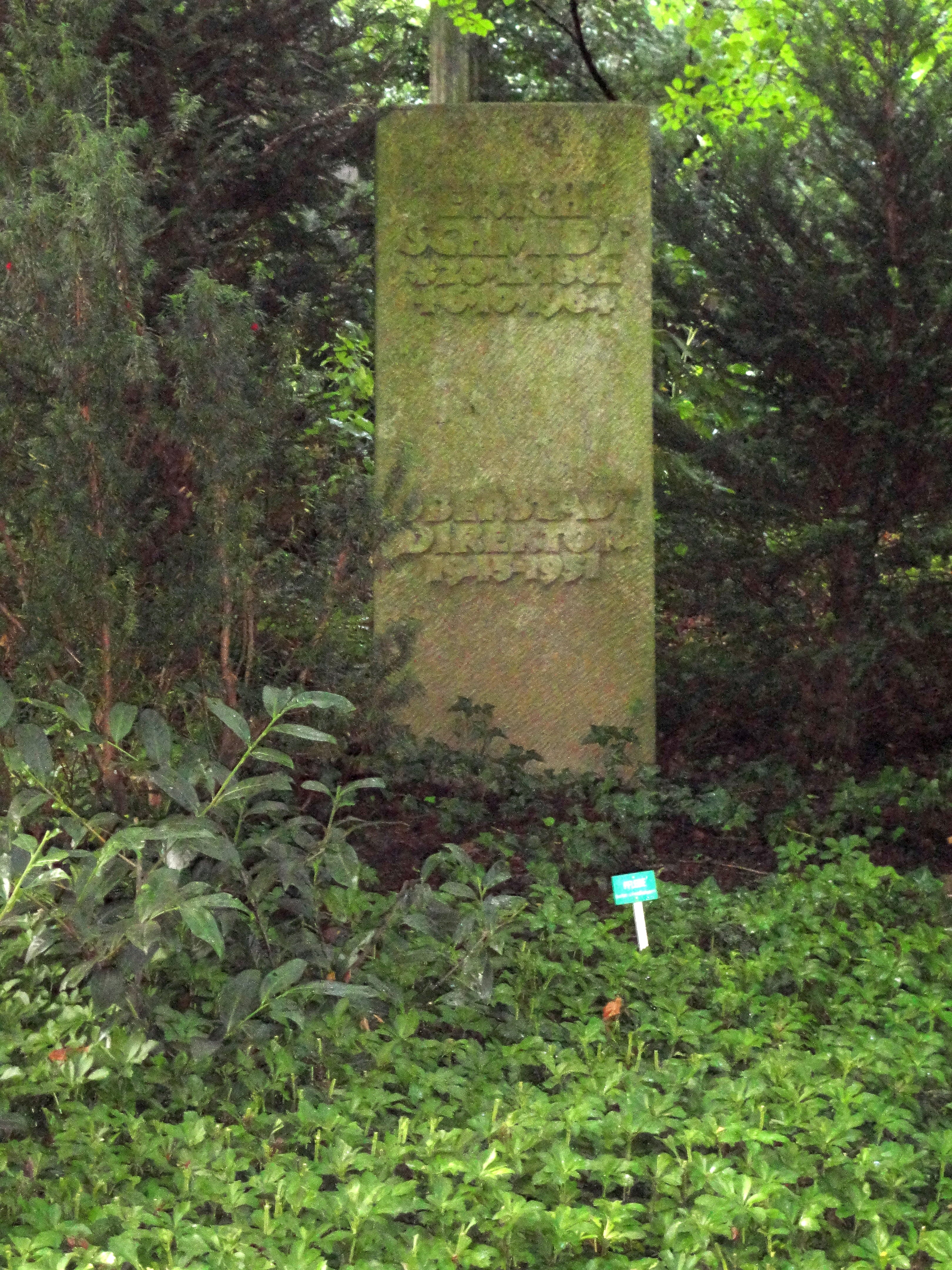
Stadtfriedhof Göttingen: Grab von Erich Schmidt

Erich Schmidt (* 20. Dezember 1882 in Moringen; † 6. Oktober 1964) war ein deutscher Jurist, Oberbürgermeister und Oberstadtdirektor von Göttingen.

## Leben
Schmidt war Sohn eines Rittergutsbesitzers. Er besuchte Gymnasien in Goslar sowie in Hann. Münden und absolvierte das Studium der Rechtswissenschaften an den Universitäten Tübingen und Göttingen. In Tübingen war er seit 1902 Mitglied des Corps Rhenania. 1905 bestand Schmidt die erste, 1911 die zweite juristische Prüfung.
Am Ersten Weltkrieg nahm er als Kavallerieoffizier teil. Er wurde 1924 Landgerichtsrat und trat 1927 auf eigenen Wunsch zum Amtsgericht über. 1944 wurde er zur Stadtverwaltung zwangsverpflichtet und zum Dezernenten des Wohnungsamts ernannt. Kurz nach dem Einmarsch der amerikanischen Truppen wurde er am 11. April 1945 durch die Militäradministration zum parteilosen Oberbürgermeister der Stadt bestellt. Nach Einführung der Ratsverfassung übernahm er ab 2. Januar 1946 bis 31. Dezember 1947 das Amt des Oberstadtdirektors. 1951 trat er in den Ruhestand.
Im Oktober 1953 wurde Schmidt Vorsitzender des Aufsichtsrats der Gothaer Lebensversicherung, dem er seit 1946 bereits als Mitglied angehörte.

## Auszeichnungen
Erich Schmidt war Ehrenbürger der Stadt Göttingen (1952) und Ehrenbürger der Universität Göttingen.